# James Dobson (Schauspieler)
James Dobson (* 2. Oktober 1920 in Greeneville, Tennessee; † 6. Dezember 1987 in Hollywood, Los Angeles, Kalifornien) war ein US-amerikanischer Schauspieler.

## Leben
James Dobson debütierte als Bill, der Reporter in dem 1947 erschienenen und von Elia Kazan inszenierten Krimi-Drama Bumerang an der Seite von Dana Andrews und Lee J. Cobb auf der Leinwand. Bis zu seinem Karriereende 1985 wirkte Dobson in über 80 Film- und Fernsehproduktionen mit. Obwohl er in erfolgreichen Filmen wie Lockende Versuchung, Die Flucht der weißen Hengste und Die Unbesiegten mitspielte, kam er dabei selten über Kleinstrollen hinaus.

## Filmografie (Auswahl)
- 1947: Bumerang (Boomerang!)
- 1951: Die rote Tapferkeitsmedaille (The Red Badge of Courage)
- 1951: Keinen Groschen für die Ewigkeit (Force of Arms)
- 1951: Stählerne Schwingen (Flying Leathernecks)
- 1951: Romanze mit Hindernissen (On Moonlight Bay)
- 1952: Grausame Richter (For Men Only)
- 1952: Das Tor zur Hölle (Hellgate)
- 1954: Alt Heidelberg (The Student Prince)
- 1956: Lockende Versuchung (Friendly Persuasion)
- 1957: Der große Fremde (The Tall Stranger)
- 1957: Die Höllenhunde des Pazifik (Hellcats of the Navy)
- 1958: Kampfgeschwader Totenkopf (Jet Attack)
- 1960: Unter zehn Flaggen (Sotto dieci bandiere)
- 1961: Ein charmanter Hochstapler (The Great Impostor)
- 1961: Panzer nach vorn (Armored command)
- 1963: Die Flucht der weißen Hengste (Miracle Of The White Stallions)
- 1963: Kapitän Sindbad (Captain Sindbad)
- 1965: SS-X-7 – Panik im All (Mutiny in Outer Space)
- 1969: Die Unbesiegten (The Undefeated)
- 1969: Matsoukas, der Grieche (A Dream of Kings)
- 1971: Was ist denn bloß mit Helen los? (What’s the Matter with Helen?)
- 1979–1982: Love Boat (The Love Boat, Fernsehserie, sechs Folgen)